# Criminal Case
Criminal Case es un videojuego de lógica con temática de detectives lanzado el 15 de noviembre de 2012 para Facebook. Una versión de iOS se lanzó en todo el mundo el 28 de agosto de 2014, seguida de una versión de Android el 15 de abril de 2015. En 2018, la versión de Facebook se convirtió de Adobe Flash a HTML5. Fue desarrollado y publicado por el estudio independiente francés Pretty Simple. Criminal Case tiene más de diez millones de usuarios mensuales promedio. El 9 de diciembre de 2013, Criminal Case fue coronado como el Juego del Año 2013 de Facebook

## Historia
Pretty Simple fue fundada en 2010 por los socios Bastien Cazenave y Corentin Raux, y fue respaldada por Idinvest Partners. Idenvest originalmente aportó 300.000 euros en capital inicial, al que siguieron otros 2,5 millones de euros después de que el juego alcanzara un modesto nivel de éxito inicial. El tema de investigaciones del asesinato fue elegido primero por los desarrolladores, quienes decidieron hacer el juego en el género de objetos ocultos debido a que tenía sentido tanto comercial como personal. Solo dos meses después del lanzamiento de los juegos, había 1 millón de usuarios activos diarios. A mediados de 2013, Criminal Case tuvo a más de diez millones de usuarios promedio mensuales y se volvió altamente competitivo con Candy Crush Saga, el juego más popular en Facebook con más de 46 millones de usuarios mensuales promedio. Los desarrolladores explicaron a finales de 2013: "Para hacer una investigación cada semana, hay casi 30 personas trabajando en ella. Tenemos escritores y artistas que realmente trabajan duro para publicar este contenido".  El 4 de diciembre de 2013, el juego alcanzó más de 100 millones de usuarios. Cinco días después, Criminal Case ganó el premio al Juego del Año 2013 de Facebook. Para entonces, los episodios se habían traducido a nueve idiomas, y estaban generando una suma de ingresos de 8 dígitos. El juego tiene una participación del 40 por ciento de los usuarios de Facebook. Algunas de las razones citadas para el éxito del juego incluyen sus escenas gráficas del crimen y narrativas significativas. Una investigación de 2017 de United Worldwide encontró que el 80% de los jugadores activos son mujeres de entre 30 y 55 años. Siete títulos adicionales, Criminal Case: Pacific Bay, Criminal Case: Save the World!, Criminal Case: Mysteries of the Past, Criminal Case: The Conspiracy, Criminal Case: Travel in Time, Criminal Case: Supernatural Investigations y Criminal Case: City of Romance fueron lanzados en menos de cinco años con una popularidad instantánea.

## Jugabilidad
El juego actúa como una novela gráfica visual de aventura, ambientado en investigaciones criminalísticas, específicamente de homicidios, donde se progresa al examinar lugares en busca de objetos ocultos, descifrando pistas o enviándola a los especialistas. El personaje central es el avatar del usuario, el cual puede personalizarse con las monedas obtenidas durante las investigaciones y la energía se recarga gradualmente para seguir explorando las escenas del crimen. Una vez que se resuelve el caso de asesinato, el jugador puede continuar con la investigación adicional de sospechosos o avanzar al siguiente caso. La narrativa es fluida e incluye etiquetas para facilitar el seguimiento de la historia mostrando una referencia de lo que se habla. A partir del 2017, se añadió la opción de adoptar mascotas, con lo que se puede tener un perro que otorga un bono especial según su raza. A medida que se avanza, se obtienen medallas y experiencia para subir de nivel, ascender de rango y desbloquear cosas. La historia es estática, pues las decisiones del jugador no influyen en su desenlace.
Aunque los casos son independientes, suele haber ciertos personajes involucrados en más de uno, lo que hace que la historia se conecte con los protagonistas: el jugador y su pareja detective. A lo largo de las investigaciones se pueden ver referencias a la cultura popular, marcas e incluso títulos de películas como "Inocencia interrumpida" de la primera entrega, por la película homónima, mientras que, desde un comienzo, se tratan asesinatos crueles y raros, con escenas explícitas.

## Recepción
Australian Council on Children and the Media otorgó al juego una calificación de color ámbar (se requiere orientación de los padres) debido a que contiene elementos de juego. Así mismo, SaferKid advirtió a los padres que el título incluía humor crudo y blasfemias. Common Sense Media lo consideró "pulido" e "interesante". AdWeek elogió la sólida historia y la interesante jugabilidad del juego. The Spectrum sintió que el juego era "extrañamente espantoso" y "caprichoso". Funky Games pensó que era uno de los cinco mejores juegos de objetos ocultos para plataformas Android o iOS. Kotaku describió el juego como oscuro y áspero, aunque sintió que el elemento de pago para jugar les impedía progresar.